# 1502年国家领导人列表

## 非洲
- 埃塞俄比亚 - 纳奥德，埃塞俄比亚皇帝，1494年－1508年
  - 阿达利苏丹国 - 穆罕默德·伊本·爱资哈尔丁，阿达利苏丹国苏丹，1488年－1518年
- 刚果王国 - 若昂一世，刚果国王，1470年－1509年
- 桑海帝国 - 阿斯基亚·穆罕默德一世，桑海帝国国王，1493年－1528年

## 美洲
- 阿兹台克帝国 - 阿维特佐特尔，阿兹台克国王，1486年－1502年
- 特克斯科科 - 内扎瓦尔皮利，特克斯科科国王，1472年－1515年
- 印加帝国 - 瓦伊纳·卡帕克，印加国王，1493年－1527年

## 亞州
- 中國（明朝）- 明孝宗朱祐樘，明朝皇帝，1487年－1505年
- 朝鮮（朝鮮王朝）- 燕山君李隆，1494年－1506年
- 日本
  1. 后柏原天皇，日本天皇，1500年－1526年

  - 將軍 (足利) - 足利義澄，1494年－1508年

## 歐洲
- 安道爾
  - Pere de Cardona, 烏赫爾主教 1472年﹣1515年
  - 納瓦拉的凱瑟琳, 納瓦拉女王, 富瓦女伯爵 1483年﹣1516年
- 阿拉貢王國 - 天主教徒的斐迪南二世和瓦倫西亞國王, 巴塞隆納伯爵 1479年﹣1516年
- 卡斯蒂利亞 - 伊莎貝拉一世 1474年﹣1504年
- 卡爾馬聯合 - 漢斯, 卡爾馬聯合國王 1481年﹣1513年
- 英格蘭王國 - 亨利七世 1485年﹣1509年
- 法蘭西王國 - 路易十二 1498年﹣1515年
- 神聖羅馬帝國 - 馬克西米連一世, 神聖羅馬帝國皇帝和奧地利君主 1493年﹣1519年